# NBA最佳阵容
最佳阵容（All-NBA Team）是每年颁奖的荣誉之一，用来表彰当季联盟表现最好的运动员，由美国和加拿大的体育记者和主持人投票选出。最佳阵容于1946年设立，每个赛季选拔一次。最佳阵容分为一队、二队和三队，每队5名球员，但在1988年以前只评选一队和二队。
当一名球员被支持进入一队、二隊、三隊分別会得到5、3、1分。累计得分最高的5位球员将进入一队，累计得分在6〜10位的球员进入二队，同理，得分排名11〜15位的球员会进入三队。如果第5名出现并列的情况，得分相同的运动员均会进入一队。如果一队拥有超过5名运动员，二队依然有5名而非4名运动员。这种情况只在1952年发生过，当时鲍伯·戴维斯和多尔夫·谢伊斯以相同票数进入一队。最初的十年间，阵容并未按照位置选取，但从1956年开始，阵容須按2名后卫，2名前锋和1名中锋评选。2024年起将不再按位置选取，直接按总计得分排序。
雷霸龍·詹姆斯历史上进入最佳阵容次数最多的运动员，有21次之多。其次為卡里姆·阿卜杜勒·贾巴尔、科比·布莱恩特、蒂姆·邓肯15次；卡尔·马龙和沙奎尔·奥尼尔，14次紧随其后。雷霸龍·詹姆斯是入选第一队阵容次数最多的运动员，共13次，卡尔·马龙、科比·布莱恩特均以11次并列第2，鲍勃·佩蒂特、埃尔金·贝勒、杰里·韦斯特、卡里姆·阿卜杜勒·贾巴尔、迈克尔·乔丹、蒂姆·邓肯均以10次并列第3。

## 最多入选选手
| * | 入选奈史密斯篮球名人纪念堂 |
| ^ | 现役球员                   |

| 球员                    | 总次数 | 一队 | 二队 | 三队 | MVP | 赛季 |
| ----------------------- | ------ | ---- | ---- | ---- | --- | ---- |
| 勒布朗·詹姆斯^          | 21     | 13   | 4    | 4    | 4   | 22   |
| 科比·布莱恩特*          | 15     | 11   | 2    | 2    | 1   | 20   |
| 卡里姆·阿卜杜勒·贾巴尔* | 15     | 10   | 5    | 0    | 6   | 20   |
| 蒂姆·邓肯*              | 15     | 10   | 3    | 2    | 2   | 19   |
| 卡尔·马龙*              | 14     | 11   | 2    | 1    | 2   | 19   |
| 沙奎尔·奥尼尔*          | 14     | 8    | 2    | 4    | 1   | 19   |
| 鲍勃·库锡*              | 12     | 10   | 2    | 0    | 1   | 13   |
| 杰里·韦斯特*            | 12     | 10   | 2    | 0    | 0   | 14   |
| 多尔夫·谢伊斯*          | 12     | 6    | 6    | 0    | 0   | 16   |
| 阿基姆·奥拉朱旺*        | 12     | 6    | 3    | 3    | 1   | 18   |
| 德克·诺维斯基*          | 12     | 4    | 5    | 3    | 1   | 21   |
| 迈克尔·乔丹*            | 11     | 10   | 1    | 0    | 5   | 15   |
| 鲍勃·佩蒂特*            | 11     | 10   | 1    | 0    | 2   | 11   |
| 奥斯卡·罗伯逊*          | 11     | 9    | 2    | 0    | 1   | 14   |
| 凯文·杜兰特^            | 11     | 6    | 5    | 0    | 1   | 17   |
| 查尔斯·巴克利*          | 11     | 5    | 5    | 1    | 1   | 16   |
| 约翰·哈夫利切克*        | 11     | 4    | 7    | 0    | 0   | 16   |
| 斯蒂芬·库里^            | 11     | 4    | 5    | 2    | 2   | 16   |
| 克里斯·保罗^            | 11     | 4    | 5    | 2    | 0   | 20   |
| 比尔·拉塞尔*            | 11     | 3    | 8    | 0    | 5   | 13   |
| 约翰·斯托克顿*          | 11     | 2    | 6    | 3    | 0   | 19   |
| 埃尔金·贝勒*            | 10     | 10   | 0    | 0    | 0   | 14   |
| 拉里·伯德*              | 10     | 9    | 1    | 0    | 3   | 13   |
| 魔术师·约翰逊*          | 10     | 9    | 1    | 0    | 3   | 13   |
| 威尔特·张伯伦*          | 10     | 7    | 3    | 0    | 4   | 14   |
| 大卫·罗宾逊*            | 10     | 4    | 2    | 4    | 1   | 14   |

## 历年阵容
| ^               | 现役球员                       |
| *               | 被选入奈史密斯篮球名人纪念堂   |
| 球员（数字）    | 括号中的数字表示球员入选的次数 |
| 球员‡ （‡符号） | 当年的最有价值球员[a]          |

| 赛季    | 一队                              | 一队                   | 二队                             | 二队                   | 三队                      | 三队             |
| 赛季    | 球员                              | 球队                   | 球员                             | 球队                   | 球员                      | 球队             |
| ------- | --------------------------------- | ---------------------- | -------------------------------- | ---------------------- | ------------------------- | ---------------- |
| 1946-47 | 乔·福尔克斯*                      | 费城勇士               | 厄尔尼·卡尔费里                  | 普羅維登斯蒸汽壓路機   | 没有评选                  | 没有评选         |
| 1946-47 | 鲍伯·菲里克                       | 华盛顿国会             | 弗兰克·包霍兹                    | 克里夫兰反叛者         | 没有评选                  | 没有评选         |
| 1946-47 | 斯坦·马赛克                       | 底特律猎鹰             | 约翰尼·罗甘                      | 圣路易斯轰炸机         | 没有评选                  | 没有评选         |
| 1946-47 | 伯恩斯·麦金尼                     | 华盛顿国会             | 奇克·哈尔伯特                    | 芝加哥牡鹿             | 没有评选                  | 没有评选         |
| 1946-47 | 马克斯·扎斯洛夫斯基               | 芝加哥牡鹿             | 弗雷德·斯科拉里                  | 华盛顿国会             | 没有评选                  | 没有评选         |
| 1947-48 | 乔·福尔克斯*（2）                 | 费城勇士               | 约翰尼·罗甘（2）                 | 圣路易斯轰炸机         | 没有评选                  | 没有评选         |
| 1947-48 | 马克斯·扎斯洛夫斯基（2）          | 芝加哥牡鹿             | 卡尔·布劳恩*                     | 纽约尼克斯             | 没有评选                  | 没有评选         |
| 1947-48 | 埃德·萨多夫斯基                   | 波士顿塞爾提克         | 斯坦·马赛克（2）                 | 底特律猎鹰             | 没有评选                  | 没有评选         |
| 1947-48 | 霍伊·达尔玛                       | 费城勇士               | 弗雷德·斯科拉里（2）             | 华盛顿国会             | 没有评选                  | 没有评选         |
| 1947-48 | 鲍伯·菲里克（2）                  | 华盛顿国会             | 巴迪·吉纳特*                     | 巴尔的摩子弹           | 没有评选                  | 没有评选         |
| 1948-49 | 乔治·迈肯*                        | 明尼阿波利斯湖人       | 阿尔尼·黎森*                     | 罗彻斯特皇家           | 没有评选                  | 没有评选         |
| 1948-49 | 乔·福尔克斯*（3）                 | 费城勇士               | 鲍伯·菲里克（3）                 | 华盛顿国会             | 没有评选                  | 没有评选         |
| 1948-49 | 鲍伯·戴维斯*                      | 罗彻斯特皇家           | 伯恩斯·麦金尼（2）               | 华盛顿国会             | 没有评选                  | 没有评选         |
| 1948-49 | 马克斯·扎斯洛夫斯基（3）          | 芝加哥牡鹿             | 肯·塞勒斯                        | 普羅維登斯蒸汽壓路機   | 没有评选                  | 没有评选         |
| 1948-49 | 吉姆·波拉德*                      | 明尼阿波利斯湖人       | 约翰尼·罗甘（3）                 | 圣路易斯轰炸机         | 没有评选                  | 没有评选         |
| 1949-50 | 乔治·迈肯*（2）                   | 明尼阿波利斯湖人       | 弗兰克·布莱恩                    | 安德森包装工           | 没有评选                  | 没有评选         |
| 1949-50 | 吉姆·波拉德*（2）                 | 明尼阿波利斯湖人       | 弗雷德·绍斯                      | 韦恩堡活塞             | 没有评选                  | 没有评选         |
| 1949-50 | 亚历克斯·格罗扎                   | 印第安纳波利斯奥林匹亚 | 多尔夫·谢伊斯*                   | 锡拉丘兹民族           | 没有评选                  | 没有评选         |
| 1949-50 | 鲍伯·戴维斯*（2）                 | 罗彻斯特皇家           | 艾尔·塞尔维*                     | 锡拉丘兹民族           | 没有评选                  | 没有评选         |
| 1949-50 | 马克斯·扎斯洛夫斯基 （4）         | 芝加哥牡鹿             | 拉尔夫·贝尔德                    | 印第安纳波利斯奥林匹亚 | 没有评选                  | 没有评选         |
| 1950-51 | 乔治·迈肯*（3）                   | 明尼阿波利斯湖人       | 多尔夫·谢伊斯*（2）              | 锡拉丘兹民族           | 没有评选                  | 没有评选         |
| 1950-51 | 亚历克斯·格罗扎（2）              | 印第安纳波利斯奥林匹亚 | 弗兰克·布莱恩（2）               | 三城黑鹰队             | 没有评选                  | 没有评选         |
| 1950-51 | 爱德·麦考利*                      | 波士顿凯尔特人         | 沃恩·米克尔森*                   | 明尼阿波利斯湖人       | 没有评选                  | 没有评选         |
| 1950-51 | 鲍伯·戴维斯*（3）                 | 罗彻斯特皇家           | 乔·福尔克斯* （4）               | 费城勇士               | 没有评选                  | 没有评选         |
| 1950-51 | 拉尔夫·贝尔德（2）                | 印第安纳波利斯奥林匹亚 | 迪克·麦克奎尔*                   | 纽约尼克斯             | 没有评选                  | 没有评选         |
| 1951-52 | 乔治·迈肯* （4）                  | 明尼阿波利斯湖人       | 拉里·福斯特                      | 韦恩堡活塞             | 没有评选                  | 没有评选         |
| 1951-52 | 爱德·麦考利*（2）                 | 波士顿凯尔特人         | 沃恩·米克尔森*（2）              | 明尼阿波利斯湖人       | 没有评选                  | 没有评选         |
| 1951-52 | 保罗·阿里金*                      | 费城勇士               | 吉姆·波拉德*（3）                | 明尼阿波利斯湖人       | 没有评选                  | 没有评选         |
| 1951-52 | 鲍勃·库锡*                        | 波士顿凯尔特人         | 鲍比·温泽尔*                     | 罗彻斯特皇家           | 没有评选                  | 没有评选         |
| 1951-52 | 鲍伯·戴维斯* （4） （并列）       | 罗彻斯特皇家           | 安迪·菲利普*                     | 费城勇士               | 没有评选                  | 没有评选         |
| 1951-52 | 多尔夫·谢伊斯*（3） （并列）      | 锡拉丘兹民族           | 安迪·菲利普*                     | 费城勇士               | 没有评选                  | 没有评选         |
| 1952-53 | 乔治·麦肯*（5）                   | 明尼阿波利斯湖人       | 比尔·沙尔曼*                     | 波士顿凯尔特人         | 没有评选                  | 没有评选         |
| 1952-53 | 鲍勃·库锡*（2）                   | 波士顿凯尔特人         | 沃恩·米克尔森*（3）              | 明尼阿波利斯湖人       | 没有评选                  | 没有评选         |
| 1952-53 | 尼尔·约翰斯顿*                    | 费城勇士               | 鲍比·温泽尔*（2）                | 罗彻斯特皇家           | 没有评选                  | 没有评选         |
| 1952-53 | 爱德·麦考利*（3）                 | 波士顿凯尔特人         | 鲍伯·戴维斯*（5）                | 罗彻斯特皇家           | 没有评选                  | 没有评选         |
| 1952-53 | 多尔夫·谢伊斯* （4）              | 锡拉丘兹民族           | 安迪·菲利普*（2）                | 费城勇士               | 没有评选                  | 没有评选         |
| 1953-54 | 鲍勃·库锡*（3）                   | 波士顿凯尔特人         | 爱德·麦考利 *（4）               | 波士顿凯尔特人         | 没有评选                  | 没有评选         |
| 1953-54 | 尼尔·约翰斯顿*（2）               | 费城勇士               | 吉姆·波拉德* （4）               | 明尼阿波利斯湖人       | 没有评选                  | 没有评选         |
| 1953-54 | 乔治·麦肯*（6）                   | 明尼阿波利斯湖人       | 卡尔·布劳恩*（2）                | 纽约尼克斯             | 没有评选                  | 没有评选         |
| 1953-54 | 多尔夫·谢伊斯*（5）               | 锡拉丘兹民族           | 鲍比·温泽尔*（3）                | 罗彻斯特皇家           | 没有评选                  | 没有评选         |
| 1953-54 | 哈里·加拉廷*                      | 纽约尼克斯             | 保罗·西摩                        | 锡拉丘兹民族           | 没有评选                  | 没有评选         |
| 1954-55 | 尼尔·约翰斯顿*（3）               | 费城勇士               | 沃恩·米克尔森* （4）             | 明尼阿波利斯湖人       | 没有评选                  | 没有评选         |
| 1954-55 | 鲍勃·库锡* （4）                  | 波士顿凯尔特人         | 哈里·加拉廷*（2）                | 纽约尼克斯             | 没有评选                  | 没有评选         |
| 1954-55 | 多尔夫·谢伊斯*（6）               | 锡拉丘兹民族           | 保罗·西摩（2）                   | 锡拉丘兹民族           | 没有评选                  | 没有评选         |
| 1954-55 | 鲍勃·佩蒂特*                      | 密尔沃基老鹰           | 斯莱特·马丁*                     | 明尼阿波利斯湖人       | 没有评选                  | 没有评选         |
| 1954-55 | 拉里·福斯特（2）                  | 韦恩堡活塞             | 比尔·沙尔曼*（2）                | 波士顿凯尔特人         | 没有评选                  | 没有评选         |
| 1955-56 | 鲍勃·佩蒂特*‡（2）                | 圣路易斯老鹰           | 多尔夫·谢伊斯*（7）              | 锡拉丘兹民族           | 没有评选                  | 没有评选         |
| 1955-56 | 保罗·阿里金*（2）                 | 费城勇士               | 莫里斯·斯托克斯*                 | 罗彻斯特皇家           | 没有评选                  | 没有评选         |
| 1955-56 | 尼尔·约翰斯顿* （4）              | 费城勇士               | 克莱德·拉福莱特*                 | 明尼阿波利斯湖人       | 没有评选                  | 没有评选         |
| 1955-56 | 鲍勃·库锡*（5）                   | 波士顿凯尔特人         | 斯莱特·马丁*（2）                | 明尼阿波利斯湖人       | 没有评选                  | 没有评选         |
| 1955-56 | 比尔·沙尔曼*（3）                 | 波士顿凯尔特人         | 杰克·乔治                        | 费城勇士               | 没有评选                  | 没有评选         |
| 1956-57 | 保罗·阿里金*（3）                 | 费城勇士               | 乔治·亚德利*                     | 韦恩堡活塞             | 没有评选                  | 没有评选         |
| 1956-57 | 多尔夫·谢伊斯*（8）               | 锡拉丘兹民族           | 莫里斯·斯托克斯*（2）            | 罗彻斯特皇家           | 没有评选                  | 没有评选         |
| 1956-57 | 鲍勃·佩蒂特*（3）                 | 圣路易斯老鹰           | 尼尔·约翰斯顿*（5）              | 费城勇士               | 没有评选                  | 没有评选         |
| 1956-57 | 鲍勃·库锡*‡（6）                  | 波士顿凯尔特人         | 迪克·加尔梅克                    | 明尼阿波利斯湖人       | 没有评选                  | 没有评选         |
| 1956-57 | 比尔·沙尔曼* （4）                | 波士顿凯尔特人         | 斯莱特·马丁*（3）                | 圣路易斯老鹰           | 没有评选                  | 没有评选         |
| 1957-58 | 多尔夫·谢伊斯*（9）               | 锡拉丘兹民族           | 克里夫·哈根*                     | 圣路易斯老鹰           | 没有评选                  | 没有评选         |
| 1957-58 | 乔治·亚德利*（2）                 | 韦恩堡活塞             | 莫里斯·斯托克斯* （4）           | 辛辛那提皇家           | 没有评选                  | 没有评选         |
| 1957-58 | 鲍勃·佩蒂特* （4）                | 圣路易斯老鹰           | 比尔·拉塞尔*‡                    | 波士顿凯尔特人         | 没有评选                  | 没有评选         |
| 1957-58 | 鲍勃·库锡*（7）                   | 波士顿凯尔特人         | 汤姆·古拉*                       | 费城勇士               | 没有评选                  | 没有评选         |
| 1957-58 | 比尔·沙尔曼*（5）                 | 波士顿凯尔特人         | 斯莱特·马丁* （4）               | 圣路易斯老鹰           | 没有评选                  | 没有评选         |
| 1958-59 | 鲍勃·佩蒂特*‡（5）                | 圣路易斯老鹰           | 保罗·阿里金* （4）               | 费城勇士               | 没有评选                  | 没有评选         |
| 1958-59 | 埃尔金·贝勒*                      | 明尼阿波利斯湖人       | 克里夫·哈根*（2）                | 圣路易斯老鹰           | 没有评选                  | 没有评选         |
| 1958-59 | 比尔·拉塞尔*（2）                 | 波士顿凯尔特人         | 多尔夫·谢伊斯*（10）             | 锡拉丘兹民族           | 没有评选                  | 没有评选         |
| 1958-59 | 鲍勃·库锡*（8）                   | 波士顿凯尔特人         | 斯莱特·马丁*（5）                | 圣路易斯老鹰           | 没有评选                  | 没有评选         |
| 1958-59 | 比尔·沙尔曼*（6）                 | 波士顿凯尔特人         | 里奇·盖伦*                       | 纽约尼克斯             | 没有评选                  | 没有评选         |
| 1959-60 | 鲍勃·佩蒂特*（6）                 | 圣路易斯老鹰           | 杰克·特威曼*                     | 辛辛那提皇家           | 没有评选                  | 没有评选         |
| 1959-60 | 埃尔金·贝勒*（2）                 | 明尼阿波利斯湖人       | 多尔夫·谢伊斯*（11）             | 锡拉丘兹民族           | 没有评选                  | 没有评选         |
| 1959-60 | 威尔特·张伯伦*‡                   | 费城勇士               | 比尔·拉塞尔*（3）                | 波士顿凯尔特人         | 没有评选                  | 没有评选         |
| 1959-60 | 鲍勃·库锡*（9）                   | 波士顿凯尔特人         | 里奇·盖伦*（2）                  | 纽约尼克斯             | 没有评选                  | 没有评选         |
| 1959-60 | 吉恩·许                           | 底特律活塞             | 比尔·沙尔曼*（7）                | 波士顿凯尔特人         | 没有评选                  | 没有评选         |
| 1960-61 | 埃尔金·贝勒*（3）                 | 洛杉矶湖人             | 多尔夫·谢伊斯*（12）             | 锡拉丘兹民族           | 没有评选                  | 没有评选         |
| 1960-61 | 鲍勃·佩蒂特*（7）                 | 圣路易斯老鹰           | 汤姆·海因索恩*                   | 波士顿凯尔特人         | 没有评选                  | 没有评选         |
| 1960-61 | 威尔特·张伯伦*（2）               | 费城勇士               | 比尔·拉塞尔*‡ （4）              | 波士顿凯尔特人         | 没有评选                  | 没有评选         |
| 1960-61 | 鲍勃·库锡*（10）                  | 波士顿凯尔特人         | 拉里·科斯特诺                    | 锡拉丘兹民族           | 没有评选                  | 没有评选         |
| 1960-61 | 奥斯卡·罗伯逊*                    | 辛辛那提皇家           | 吉恩·许（2）                     | 底特律活塞             | 没有评选                  | 没有评选         |
| 1961-62 | 鲍勃·佩蒂特*（8）                 | 圣路易斯老鹰           | 汤姆·海因索恩*（2）              | 波士顿凯尔特人         | 没有评选                  | 没有评选         |
| 1961-62 | 埃尔金·贝勒*（3）                 | 洛杉矶湖人             | 杰克·特威曼*（2）                | 辛辛那提皇家           | 没有评选                  | 没有评选         |
| 1961-62 | 威尔特·张伯伦*（3）               | 费城勇士               | 比尔·拉塞尔*‡（5）               | 波士顿凯尔特人         | 没有评选                  | 没有评选         |
| 1961-62 | 杰里·韦斯特*                      | 洛杉矶湖人             | 里奇·盖伦*（3）                  | 纽约尼克斯             | 没有评选                  | 没有评选         |
| 1961-62 | 奥斯卡·罗伯逊*（2）               | 辛辛那提皇家           | 鲍勃·库锡*（11）                 | 波士顿凯尔特人         | 没有评选                  | 没有评选         |
| 1962-63 | 埃尔金·贝勒* （4）                | 洛杉矶湖人             | 汤姆·海因索恩*（3）              | 波士顿凯尔特人         | 没有评选                  | 没有评选         |
| 1962-63 | 鲍勃·佩蒂特*（9）                 | 圣路易斯老鹰           | 巴里·霍维尔*                     | 底特律活塞             | 没有评选                  | 没有评选         |
| 1962-63 | 比尔·拉塞尔*‡（6）                | 波士顿凯尔特人         | 威尔特·张伯伦* （4）             | 旧金山勇士             | 没有评选                  | 没有评选         |
| 1962-63 | 奥斯卡·罗伯逊*（3）               | 辛辛那提皇家           | 鲍勃·库锡*（12）                 | 波士顿凯尔特人         | 没有评选                  | 没有评选         |
| 1962-63 | 杰里·韦斯特*（2）                 | 洛杉矶湖人             | 哈尔·格瑞尔*                     | 锡拉丘兹民族           | 没有评选                  | 没有评选         |
| 1963-64 | 埃尔金·贝勒*（5）                 | 洛杉矶湖人             | 汤姆·海因索恩* （4）             | 波士顿凯尔特人         | 没有评选                  | 没有评选         |
| 1963-64 | 鲍勃·佩蒂特*（10）                | 圣路易斯老鹰           | 杰里·卢卡斯*                     | 辛辛那提皇家           | 没有评选                  | 没有评选         |
| 1963-64 | 威尔特·张伯伦*（5）               | 旧金山勇士             | 比尔·拉塞尔*（7）                | 波士顿凯尔特人         | 没有评选                  | 没有评选         |
| 1963-64 | 奥斯卡·罗伯逊*‡（4）              | 辛辛那提皇家           | 约翰·哈夫利切克*                 | 波士顿凯尔特人         | 没有评选                  | 没有评选         |
| 1963-64 | 杰里·韦斯特*（3）                 | 洛杉矶湖人             | 哈尔·格瑞尔*（2）                | 费城76人               | 没有评选                  | 没有评选         |
| 1964-65 | 埃尔金·贝勒*（6）                 | 洛杉矶湖人             | 鲍勃·佩蒂特*（11）               | 圣路易斯老鹰           | 没有评选                  | 没有评选         |
| 1964-65 | 杰里·卢卡斯*（2）                 | 辛辛那提皇家           | 盖斯·约翰逊*                     | 巴尔的摩子弹           | 没有评选                  | 没有评选         |
| 1964-65 | 比尔·拉塞尔*‡（8）                | 波士顿凯尔特人         | 威尔特·张伯伦*（6）              | 费城76人               | 没有评选                  | 没有评选         |
| 1964-65 | 奥斯卡·罗伯逊*（5）               | 辛辛那提皇家           | 萨姆·琼斯*                       | 波士顿凯尔特人         | 没有评选                  | 没有评选         |
| 1964-65 | 杰里·韦斯特*（4）                 | 洛杉矶湖人             | 哈尔·格瑞尔*（3）                | 费城76人               | 没有评选                  | 没有评选         |
| 1965-66 | 里克·巴里*                        | 旧金山勇士             | 约翰·哈夫利切克*（2）            | 波士顿凯尔特人         | 没有评选                  | 没有评选         |
| 1965-66 | 杰里·卢卡斯*（3）                 | 辛辛那提皇家           | 盖斯·约翰逊*（2）                | 巴尔的摩子弹           | 没有评选                  | 没有评选         |
| 1965-66 | 威尔特·张伯伦*‡（7）              | 费城76人               | 比尔·拉塞尔*（9）                | 波士顿凯尔特人         | 没有评选                  | 没有评选         |
| 1965-66 | 奥斯卡·罗伯逊*（6）               | 辛辛那提皇家           | 萨姆·琼斯*（2）                  | 波士顿凯尔特人         | 没有评选                  | 没有评选         |
| 1965-66 | 杰里·韦斯特*（5）                 | 洛杉矶湖人             | 哈尔·格瑞尔*（4）                | 费城76人               | 没有评选                  | 没有评选         |
| 1966-67 | 里克·巴里*（2）                   | 旧金山勇士             | 威利斯·里德*                     | 纽约尼克斯             | 没有评选                  | 没有评选         |
| 1966-67 | 埃尔金·贝勒*（7）                 | 洛杉矶湖人             | 杰里·卢卡斯* （4）               | 辛辛那提皇家           | 没有评选                  | 没有评选         |
| 1966-67 | 威尔特·张伯伦*‡（8）              | 费城76人               | 比尔·拉塞尔*（10）               | 波士顿凯尔特人         | 没有评选                  | 没有评选         |
| 1966-67 | 杰里·韦斯特*（6）                 | 洛杉矶湖人             | 哈尔·格瑞尔*（5）                | 费城76人               | 没有评选                  | 没有评选         |
| 1966-67 | 奥斯卡·罗伯逊*（7）               | 辛辛那提皇家           | 萨姆·琼斯*（3）                  | 波士顿凯尔特人         | 没有评选                  | 没有评选         |
| 1967-68 | 埃尔金·贝勒*（8）                 | 洛杉矶湖人             | 威利斯·里德*（2）                | 纽约尼克斯             | 没有评选                  | 没有评选         |
| 1967-68 | 杰里·卢卡斯*（5）                 | 辛辛那提皇家           | 约翰·哈夫利切克*（3）            | 波士顿凯尔特人         | 没有评选                  | 没有评选         |
| 1967-68 | 威尔特·张伯伦*‡（9）              | 费城76人               | 比尔·拉塞尔*（11）               | 波士顿凯尔特人         | 没有评选                  | 没有评选         |
| 1967-68 | 戴夫·宾*                          | 底特律活塞             | 哈尔·格瑞尔*（6）                | 费城76人               | 没有评选                  | 没有评选         |
| 1967-68 | 奥斯卡·罗伯逊*（8）               | 辛辛那提皇家           | 杰里·韦斯特*（7）                | 洛杉矶湖人             | 没有评选                  | 没有评选         |
| 1968-69 | 比利·坎宁安*                      | 费城76人               | 约翰·哈夫利切克* （4）           | 波士顿凯尔特人         | 没有评选                  | 没有评选         |
| 1968-69 | 埃尔金·贝勒*（9）                 | 洛杉矶湖人             | 戴夫·德布斯切尔*                 | 纽约尼克斯             | 没有评选                  | 没有评选         |
| 1968-69 | 韦斯·昂塞尔德*‡                   | 巴尔的摩子弹           | 威利斯·里德*（3）                | 纽约尼克斯             | 没有评选                  | 没有评选         |
| 1968-69 | 厄尔·门罗*                        | 巴尔的摩子弹           | 哈尔·格瑞尔*（7）                | 费城76人               | 没有评选                  | 没有评选         |
| 1968-69 | 奥斯卡·罗伯逊*（9）               | 辛辛那提皇家           | 杰里·韦斯特*（8）                | 洛杉矶湖人             | 没有评选                  | 没有评选         |
| 1969-70 | 比利·坎宁安*（2）                 | 费城76人               | 约翰·哈夫利切克*（5）            | 波士顿凯尔特人         | 没有评选                  | 没有评选         |
| 1969-70 | 康尼·霍金斯*                      | 亚特兰大鹰             | 盖斯·约翰逊*（3）                | 巴尔的摩子弹           | 没有评选                  | 没有评选         |
| 1969-70 | 威利斯·里德*‡ （4）               | 纽约尼克斯             | 卢·阿尔辛多*[b]                  | 密尔沃基雄鹿           | 没有评选                  | 没有评选         |
| 1969-70 | 杰里·韦斯特*（9）                 | 洛杉矶湖人             | 卢·哈德森*                       | 亚特兰大鹰             | 没有评选                  | 没有评选         |
| 1969-70 | 沃尔特·弗雷泽*                    | 纽约尼克斯             | 奥斯卡·罗伯逊*（10）             | 辛辛那提皇家           | 没有评选                  | 没有评选         |
| 1970-71 | 约翰·哈夫利切克*（6）             | 波士顿凯尔特人         | 盖斯·约翰逊* （4）               | 巴尔的摩子弹           | 没有评选                  | 没有评选         |
| 1970-71 | 比利·坎宁安*（3）                 | 费城76人               | 鲍伯·乐福                        | 芝加哥公牛             | 没有评选                  | 没有评选         |
| 1970-71 | 卢·阿尔辛多*‡[b]（2）             | 密尔沃基雄鹿           | 威利斯·里德*（5）                | 纽约尼克斯             | 没有评选                  | 没有评选         |
| 1970-71 | 杰里·韦斯特*（10）                | 洛杉矶湖人             | 沃尔特·弗雷泽*（2）              | 纽约尼克斯             | 没有评选                  | 没有评选         |
| 1970-71 | 戴夫·宾*（2）                     | 底特律活塞             | 奥斯卡·罗伯逊*（11）             | 密尔沃基雄鹿           | 没有评选                  | 没有评选         |
| 1971-72 | 约翰·哈夫利切克*（7）             | 波士顿凯尔特人         | 鲍伯·乐福（2）                   | 芝加哥公牛             | 没有评选                  | 没有评选         |
| 1971-72 | 斯宾瑟·海伍德*                    | 西雅图超音速           | 比利·坎宁安*（4）                | 费城76人               | 没有评选                  | 没有评选         |
| 1971-72 | 卡里姆·阿卜杜勒·贾巴尔*‡[b]（3）  | 密尔沃基雄鹿           | 威尔特·张伯伦*（10）             | 洛杉矶湖人             | 没有评选                  | 没有评选         |
| 1971-72 | 杰里·韦斯特*（11）                | 洛杉矶湖人             | 奈特·阿奇博尔德*                 | 辛辛那提皇家           | 没有评选                  | 没有评选         |
| 1971-72 | 沃尔特·弗雷泽*（3）               | 纽约尼克斯             | 阿尔奇·克拉克                    | 巴尔的摩子弹           | 没有评选                  | 没有评选         |
| 1972-73 | 约翰·哈夫利切克*（8）             | 波士顿凯尔特人         | 埃尔文·海耶斯*                   | 巴尔的摩子弹           | 没有评选                  | 没有评选         |
| 1972-73 | 斯宾瑟·海伍德*（2）               | 西雅图超音速           | 里克·巴里*（3）                  | 金州勇士               | 没有评选                  | 没有评选         |
| 1972-73 | 卡里姆·阿卜杜勒·贾巴尔*[b] （4）  | 密尔沃基雄鹿           | 戴夫·考恩斯*‡                    | 波士顿凯尔特人         | 没有评选                  | 没有评选         |
| 1972-73 | 奈特·阿奇博尔德*（2）             | 堪萨斯城-奥马哈国王    | 沃尔特·弗雷泽* （4）             | 纽约尼克斯             | 没有评选                  | 没有评选         |
| 1972-73 | 杰里·韦斯特*（12）                | 洛杉矶湖人             | 皮特·马拉维奇*                   | 亚特兰大鹰             | 没有评选                  | 没有评选         |
| 1973-74 | 约翰·哈夫利切克*（9）             | 波士顿凯尔特人         | 埃尔文·海耶斯*（2）              | 首都子弹               | 没有评选                  | 没有评选         |
| 1973-74 | 里克·巴里*（4）                   | 金州勇士               | 斯宾瑟·海伍德*（3）              | 西雅图超音速           | 没有评选                  | 没有评选         |
| 1973-74 | 卡里姆·阿卜杜勒·贾巴尔*‡[b]（5）  | 密尔沃基雄鹿           | 鲍伯·麦卡杜*                     | 布法罗勇士             | 没有评选                  | 没有评选         |
| 1973-74 | 沃尔特·弗雷泽*（5）               | 纽约尼克斯             | 戴夫·宾*（3）                    | 底特律活塞             | 没有评选                  | 没有评选         |
| 1973-74 | 盖尔·古德里奇*                    | 洛杉矶湖人             | 诺姆·范利尔                      | 芝加哥公牛             | 没有评选                  | 没有评选         |
| 1974-75 | 里克·巴里*（5）                   | 金州勇士               | 约翰·哈夫利切克*（10）           | 波士顿凯尔特人         | 没有评选                  | 没有评选         |
| 1974-75 | 埃尔文·海耶斯*（3）               | 华盛顿子弹             | 斯宾瑟·海伍德* （4）             | 西雅图超音速           | 没有评选                  | 没有评选         |
| 1974-75 | 鲍伯·麦卡杜*‡（2）                | 布法罗勇士             | 戴夫·考恩斯*（2）                | 波士顿凯尔特人         | 没有评选                  | 没有评选         |
| 1974-75 | 奈特·阿奇博尔德*（3）             | 堪萨斯城-奥马哈国王    | 菲尔·切尼尔                      | 华盛顿子弹             | 没有评选                  | 没有评选         |
| 1974-75 | 沃尔特·弗雷泽*（6）               | 纽约尼克斯             | Jo·Jo·懷特*                      | 波士顿凯尔特人         | 没有评选                  | 没有评选         |
| 1975-76 | 里克·巴里*（6）                   | 金州勇士               | 埃尔文·海耶斯* （4）             | 华盛顿子弹             | 没有评选                  | 没有评选         |
| 1975-76 | 乔治·麦金尼斯*                    | 费城76人               | 约翰·哈夫利切克*（11）           | 波士顿凯尔特人         | 没有评选                  | 没有评选         |
| 1975-76 | 卡里姆·阿卜杜勒·贾巴尔*‡[b]（6）  | 洛杉矶湖人             | 戴夫·考恩斯*（3）                | 波士顿凯尔特人         | 没有评选                  | 没有评选         |
| 1975-76 | 奈特·阿奇博尔德* （4）            | 堪萨斯城国王           | 兰迪·史密斯                      | 布法罗勇士             | 没有评选                  | 没有评选         |
| 1975-76 | 皮特·马拉维奇*（2）               | 新奥尔良爵士           | 菲尔·史密斯                      | 金州勇士               | 没有评选                  | 没有评选         |
| 1976-77 | 埃尔文·海耶斯*（5）               | 华盛顿子弹             | 朱利叶斯·欧文*                   | 费城76人               | 没有评选                  | 没有评选         |
| 1976-77 | 大卫·汤普森*                      | 丹佛掘金               | 乔治·麦金尼斯*（2）              | 费城76人               | 没有评选                  | 没有评选         |
| 1976-77 | 卡里姆·阿卜杜勒·贾巴尔*‡[b]（7）  | 洛杉矶湖人             | 比尔·沃尔顿*                     | 波特兰开拓者           | 没有评选                  | 没有评选         |
| 1976-77 | 皮特·马拉维奇*（3）               | 新奥尔良爵士           | 乔治·格温*                       | 圣安东尼奥马刺         | 没有评选                  | 没有评选         |
| 1976-77 | 保罗·韦斯特法尔*                  | 菲尼克斯太阳           | Jo·Jo·懷特*（2）                 | 波士顿凯尔特人         | 没有评选                  | 没有评选         |
| 1977-78 | 特拉克·鲁宾逊                     | 新奥尔良爵士           | 沃尔特·戴维斯*                   | 菲尼克斯太阳           | 没有评选                  | 没有评选         |
| 1977-78 | 朱利叶斯·欧文*（2）               | 费城76人               | 莫里斯·卢卡斯                    | 波特兰开拓者           | 没有评选                  | 没有评选         |
| 1977-78 | 比尔·沃尔顿*‡（2）                | 波特兰开拓者           | 卡里姆·阿卜杜勒·贾巴尔*[b]（8）  | 洛杉矶湖人             | 没有评选                  | 没有评选         |
| 1977-78 | 乔治·格温*（2）                   | 圣安东尼奥马刺         | 保罗·韦斯特法尔*（2）            | 菲尼克斯太阳           | 没有评选                  | 没有评选         |
| 1977-78 | 大卫·汤普森*（2）                 | 丹佛掘金               | 皮特·马拉维奇*（3）              | 新奥尔良爵士           | 没有评选                  | 没有评选         |
| 1978-79 | 马奎斯·约翰逊                     | 密尔沃基雄鹿           | 沃尔特·戴维斯*（2）              | 菲尼克斯太阳           | 没有评选                  | 没有评选         |
| 1978-79 | 埃尔文·海耶斯*（6）               | 华盛顿子弹             | 鲍伯·丹德里奇*                   | 华盛顿子弹             | 没有评选                  | 没有评选         |
| 1978-79 | 摩西·马龙*‡                       | 休斯敦火箭             | 卡里姆·阿卜杜勒·贾巴尔*[b]（9）  | 洛杉矶湖人             | 没有评选                  | 没有评选         |
| 1978-79 | 乔治·格温*（3）                   | 圣安东尼奥马刺         | 沃尔德·B·弗里                    | 圣迭戈快船             | 没有评选                  | 没有评选         |
| 1978-79 | 保罗·韦斯特法尔*（3）             | 菲尼克斯太阳           | 菲尔·福特                        | 堪萨斯城国王           | 没有评选                  | 没有评选         |
| 1979-80 | 朱利叶斯·欧文*（3）               | 费城76人               | 丹·朗德菲尔德                    | 亚特兰大鹰             | 没有评选                  | 没有评选         |
| 1979-80 | 拉里·伯德*                        | 波士顿凯尔特人         | 马奎斯·约翰逊（2）               | 密尔沃基雄鹿           | 没有评选                  | 没有评选         |
| 1979-80 | 卡里姆·阿卜杜勒·贾巴尔*‡[b]（10） | 洛杉矶湖人             | 摩西·马龙*（2）                  | 休斯敦火箭             | 没有评选                  | 没有评选         |
| 1979-80 | 乔治·格温* （4）                  | 圣安东尼奥马刺         | 丹尼斯·约翰逊*                   | 西雅图超音速           | 没有评选                  | 没有评选         |
| 1979-80 | 保罗·韦斯特法尔* （4）            | 菲尼克斯太阳           | 盖斯·威廉姆斯                    | 西雅图超音速           | 没有评选                  | 没有评选         |
| 1980-81 | 朱利叶斯·欧文*‡（4）              | 费城76人               | 马奎斯·约翰逊（3）               | 密尔沃基雄鹿           | 没有评选                  | 没有评选         |
| 1980-81 | 拉里·伯德*（2）                   | 波士顿凯尔特人         | 阿德里安·丹特利                  | 犹他爵士               | 没有评选                  | 没有评选         |
| 1980-81 | 卡里姆·阿卜杜勒·贾巴尔*[b]（11）  | 洛杉矶湖人             | 摩西·马龙*（3）                  | 休斯敦火箭             | 没有评选                  | 没有评选         |
| 1980-81 | 乔治·格温*（5）                   | 圣安东尼奥马刺         | 奥蒂斯·比尔德松                  | 堪萨斯城国王           | 没有评选                  | 没有评选         |
| 1980-81 | 丹尼斯·约翰逊*（2）               | 菲尼克斯太阳           | 奈特·阿奇博尔德*（5）            | 波士顿凯尔特人         | 没有评选                  | 没有评选         |
| 1981-82 | 拉里·伯德*（3）                   | 波士顿凯尔特人         | 阿历克斯·英格利什*               | 丹佛掘金               | 没有评选                  | 没有评选         |
| 1981-82 | 朱利叶斯·欧文*（5）               | 费城76人               | 伯纳德·金*                       | 金州勇士               | 没有评选                  | 没有评选         |
| 1981-82 | 摩西·马龙*‡ （4）                 | 休斯敦火箭             | 罗伯特·帕里什*                   | 波士顿凯尔特人         | 没有评选                  | 没有评选         |
| 1981-82 | 乔治·格温*（6）                   | 圣安东尼奥马刺         | 魔术师约翰逊*                    | 洛杉矶湖人             | 没有评选                  | 没有评选         |
| 1981-82 | 盖斯·威廉姆斯（2）                | 西雅图超音速           | 西德尼·蒙克利夫*                 | 密尔沃基雄鹿           | 没有评选                  | 没有评选         |
| 1982-83 | 拉里·伯德* （4）                  | 波士顿凯尔特人         | 阿历克斯·英格利什*（2）          | 丹佛掘金               | 没有评选                  | 没有评选         |
| 1982-83 | 朱利叶斯·欧文*（6）               | 费城76人               | 巴克·威廉姆斯                    | 新泽西网               | 没有评选                  | 没有评选         |
| 1982-83 | 摩西·马龙*‡（5）                  | 费城76人               | 卡里姆·阿卜杜勒·贾巴尔*[b]（12） | 洛杉矶湖人             | 没有评选                  | 没有评选         |
| 1982-83 | 魔术师约翰逊*（2）                | 洛杉矶湖人             | 乔治·格温*（7）                  | 圣安东尼奥马刺         | 没有评选                  | 没有评选         |
| 1982-83 | 西德尼·蒙克利夫*（2）             | 密尔沃基雄鹿           | 伊塞亚·托马斯*                   | 底特律活塞             | 没有评选                  | 没有评选         |
| 1983-84 | 拉里·伯德*‡（5）                  | 波士顿凯尔特人         | 阿德里安·丹特利*（2）            | 犹他爵士               | 没有评选                  | 没有评选         |
| 1983-84 | 伯纳德·金*（2）                   | 纽约尼克斯             | 朱利叶斯·欧文*（7）              | 费城76人               | 没有评选                  | 没有评选         |
| 1983-84 | 卡里姆·阿卜杜勒·贾巴尔8[b]（13）  | 洛杉矶湖人             | 摩西·马龙*（6）                  | 费城76人               | 没有评选                  | 没有评选         |
| 1983-84 | 魔术师约翰逊*（3）                | 洛杉矶湖人             | 西德尼·蒙克利夫*（3）            | 密尔沃基雄鹿           | 没有评选                  | 没有评选         |
| 1983-84 | 伊塞亚·托马斯*（2）               | 底特律活塞             | 吉姆·帕克森                      | 波特兰开拓者           | 没有评选                  | 没有评选         |
| 1984-85 | 拉里·伯德*‡（6）                  | 波士顿凯尔特人         | 特里·卡明斯                      | 密尔沃基雄鹿           | 没有评选                  | 没有评选         |
| 1984-85 | 伯纳德·金*（3）                   | 纽约尼克斯             | 拉尔夫·桑普森*                   | 休斯敦火箭             | 没有评选                  | 没有评选         |
| 1984-85 | 摩西·马龙*（7）                   | 费城76人               | 卡里姆·阿卜杜勒·贾巴尔*[b]（14） | 洛杉矶湖人             | 没有评选                  | 没有评选         |
| 1984-85 | 魔术师约翰逊* （4）               | 洛杉矶湖人             | 迈克尔·乔丹*                     | 芝加哥公牛             | 没有评选                  | 没有评选         |
| 1984-85 | 伊塞亚·托马斯*（3）               | 底特律活塞             | 西德尼·蒙克利夫* （4）           | 密尔沃基雄鹿           | 没有评选                  | 没有评选         |
| 1985-86 | 拉里·伯德*‡（7）                  | 波士顿凯尔特人         | 查尔斯·巴克利*                   | 费城76人               | 没有评选                  | 没有评选         |
| 1985-86 | 多米尼克·威尔金斯*                | 亚特兰大鹰             | 阿历克斯·英格利什*（3）          | 丹佛掘金               | 没有评选                  | 没有评选         |
| 1985-86 | 卡里姆·阿卜杜勒·贾巴尔*[b]（15）  | 洛杉矶湖人             | 阿基姆·奥拉朱旺*[c]              | 休斯敦火箭             | 没有评选                  | 没有评选         |
| 1985-86 | 魔术师约翰逊*（5）                | 洛杉矶湖人             | 西德尼·蒙克利夫*（5）            | 密尔沃基雄鹿           | 没有评选                  | 没有评选         |
| 1985-86 | 伊塞亚·托马斯*（4）               | 底特律活塞             | 阿尔文·罗伯逊                    | 圣安东尼奥马刺         | 没有评选                  | 没有评选         |
| 1986-87 | 拉里·伯德*（8）                   | 波士顿凯尔特人         | 多米尼克·威尔金斯*（2）          | 亚特兰大鹰             | 没有评选                  | 没有评选         |
| 1986-87 | 凯文·麦克海尔*                    | 波士顿凯尔特人         | 查尔斯·巴克利*（2）              | 费城76人               | 没有评选                  | 没有评选         |
| 1986-87 | 阿基姆·奥拉朱旺*（2）[c]          | 休斯敦火箭             | 摩西·马龙*（8）                  | 华盛顿子弹             | 没有评选                  | 没有评选         |
| 1986-87 | 魔术师约翰逊*‡（6）               | 洛杉矶湖人             | 伊塞亚·托马斯*（5）              | 底特律活塞             | 没有评选                  | 没有评选         |
| 1986-87 | 迈克尔·乔丹*（2）                 | 芝加哥公牛             | 拉法叶·利夫                      | 丹佛掘金               | 没有评选                  | 没有评选         |
| 1987-88 | 拉里·伯德*（9）                   | 波士顿凯尔特人         | 卡尔·马龙*                       | 犹他爵士               | 没有评选                  | 没有评选         |
| 1987-88 | 查尔斯·巴克利*（3）               | 费城76人               | 多米尼克·威尔金斯*（3）          | 亚特兰大鹰             | 没有评选                  | 没有评选         |
| 1987-88 | 阿基姆·奥拉朱旺*（3）[c]          | 休斯敦火箭             | 帕特里克·尤因*                   | 纽约尼克斯             | 没有评选                  | 没有评选         |
| 1987-88 | 迈克尔·乔丹*‡（3）                | 芝加哥公牛             | 克莱德·德雷克斯勒*               | 波特兰开拓者           | 没有评选                  | 没有评选         |
| 1987-88 | 魔术师约翰逊*（7）                | 洛杉矶湖人             | 约翰·斯托克顿*                   | 犹他爵士               | 没有评选                  | 没有评选         |
| 1988-89 | 卡尔·马龙*（2）                   | 犹他爵士               | 汤姆·钱伯斯                      | 菲尼克斯太阳           | 多米尼克·威尔金斯* （4）  | 亚特兰大鹰       |
| 1988-89 | 查尔斯·巴克利* （4）              | 费城76人               | 克里斯·穆林*                     | 金州勇士               | 特里·卡明斯（2）          | 密尔沃基雄鹿     |
| 1988-89 | 阿基姆·奥拉朱旺* （4）[c]         | 休斯敦火箭             | 帕特里克·尤因*（2）              | 纽约尼克斯             | 罗伯特·帕里什*（2）       | 波士顿凯尔特人   |
| 1988-89 | 迈克尔·乔丹* （4）                | 芝加哥公牛             | 约翰·斯托克顿*（2）              | 犹他爵士               | 达勒·艾利斯               | 西雅图超音速     |
| 1988-89 | 魔术师约翰逊*‡（8）               | 洛杉矶湖人             | 凯文·约翰逊                      | 菲尼克斯太阳           | 马克·普莱斯               | 克利夫兰骑士     |
| 1989-90 | 卡尔·马龙*（3）                   | 犹他爵士               | 拉里·伯德*（10）                 | 波士顿凯尔特人         | 詹姆斯·沃西*              | 洛杉矶湖人       |
| 1989-90 | 查尔斯·巴克利*（5）               | 费城76人               | 汤姆·钱伯斯（2）                 | 菲尼克斯太阳           | 克里斯·穆林*（2）         | 金州勇士         |
| 1989-90 | 帕特里克·尤因*（3）               | 纽约尼克斯             | 阿基姆·奥拉朱旺*（5）[c]         | 休斯敦火箭             | 大卫·罗宾逊*              | 圣安东尼奥马刺   |
| 1989-90 | 魔术师约翰逊*‡（9）               | 洛杉矶湖人             | 约翰·斯托克顿*（3）              | 犹他爵士               | 克莱德·德雷克斯勒*（2）   | 波特兰开拓者     |
| 1989-90 | 迈克尔·乔丹*（5）                 | 芝加哥公牛             | 凯文·约翰逊（2）                 | 菲尼克斯太阳           | 乔·杜马斯*                | 底特律活塞       |
| 1990-91 | 卡尔·马龙* （4）                  | 犹他爵士               | 多米尼克·威尔金斯*（5）          | 亚特兰大鹰             | 詹姆斯·沃西*（2）         | 洛杉矶湖人       |
| 1990-91 | 查尔斯·巴克利*（6）               | 费城76人               | 克里斯·穆林*（3）                | 金州勇士               | 伯纳德·金* （4）          | 华盛顿子弹       |
| 1990-91 | 大卫·罗宾逊*（2）                 | 圣安东尼奥马刺         | 帕特里克·尤因* （4）             | 纽约尼克斯             | 哈基姆·奥拉朱旺*（6）[c]  | 休斯敦火箭       |
| 1990-91 | 迈克尔·乔丹*‡（6）                | 芝加哥公牛             | 凯文·约翰逊（3）                 | 菲尼克斯太阳           | 约翰·斯托克顿* （4）      | 犹他爵士         |
| 1990-91 | 魔术师约翰逊*（10）               | 洛杉矶湖人             | 克莱德·德雷克斯勒*（3）          | 波特兰开拓者           | 乔·杜马斯*（2）           | 底特律活塞       |
| 1991-92 | 卡尔·马龙*（5）                   | 犹他爵士               | 斯科蒂·皮蓬*                     | 芝加哥公牛             | 丹尼斯·罗德曼*            | 底特律活塞       |
| 1991-92 | 克里斯·穆林* （4）                | 金州勇士               | 查尔斯·巴克利*（7）              | 费城76人               | 凯文·威利斯               | 亚特兰大鹰       |
| 1991-92 | 大卫·罗宾逊*（3）                 | 圣安东尼奥马刺         | 帕特里克·尤因*（5）              | 纽约尼克斯             | 布拉德·多赫蒂             | 克利夫兰骑士     |
| 1991-92 | 迈克尔·乔丹*‡（7）                | 芝加哥公牛             | 蒂姆·哈达维*                     | 金州勇士               | 马克·普莱斯（2）          | 克利夫兰骑士     |
| 1991-92 | 克莱德·德雷克斯勒* （4）          | 波特兰开拓者           | 约翰·斯托克顿*（5）              | 犹他爵士               | 凯文·约翰逊 （4）         | 菲尼克斯太阳     |
| 1992-93 | 查尔斯·巴克利*‡（8）              | 菲尼克斯太阳           | 多米尼克·威尔金斯*（6）          | 亚特兰大鹰             | 斯科蒂·皮蓬*（2）         | 芝加哥公牛       |
| 1992-93 | 卡尔·马龙*（6）                   | 犹他爵士               | 拉里·约翰逊                      | 夏洛特山猫             | 德里克·科尔曼             | 新泽西网         |
| 1992-93 | 哈基姆·奥拉朱旺*（7）[c]          | 休斯敦火箭             | 帕特里克·尤因*（6）              | 纽约尼克斯             | 大卫·罗宾逊* （4）        | 圣安东尼奥马刺   |
| 1992-93 | 迈克尔·乔丹*（8）                 | 芝加哥公牛             | 约翰·斯托克顿*（6）              | 犹他爵士               | 蒂姆·哈达维*（2）         | 金州勇士         |
| 1992-93 | 马克·普莱斯（3）                  | 克利夫兰骑士           | 乔·杜马斯*（3）                  | 底特律活塞             | 德拉任·彼得罗维奇*        | 新泽西网         |
| 1993-94 | 斯科蒂·皮蓬*（3）                 | 芝加哥公牛             | 肖恩·坎普                        | 西雅图超音速           | 德里克·科尔曼（2）        | 新泽西网         |
| 1993-94 | 卡尔·马龙*（7）                   | 犹他爵士               | 查尔斯·巴克利*（9）              | 菲尼克斯太阳           | 多米尼克·威尔金斯*（7）   | 洛杉矶快船       |
| 1993-94 | 哈基姆·奥拉朱旺*‡（8）[c]         | 休斯敦火箭             | 大卫·罗宾逊*（5）                | 圣安东尼奥马刺         | 沙奎尔·奥尼尔*            | 奥兰多魔术       |
| 1993-94 | 约翰·斯托克顿*（7）               | 犹他爵士               | 米奇·里奇蒙德*                   | 萨克拉门托国王         | 马克·普莱斯 （4）         | 克利夫兰骑士     |
| 1993-94 | 拉特里尔·斯普雷威尔               | 金州勇士               | 凯文·约翰逊（5）                 | 菲尼克斯太阳           | 加里·佩顿*                | 西雅图超音速     |
| 1994-95 | 卡尔·马龙*（8）                   | 犹他爵士               | 查尔斯·巴克利*（10）             | 菲尼克斯太阳           | 德特夫·史伦夫             | 西雅图超音速     |
| 1994-95 | 斯科蒂·皮蓬* （4）                | 芝加哥公牛             | 肖恩·坎普（2）                   | 西雅图超音速           | 丹尼斯·罗德曼*（2）       | 圣安东尼奥马刺   |
| 1994-95 | 大卫·罗宾逊*‡（6）                | 圣安东尼奥马刺         | 沙奎尔·奥尼尔*（2）              | 奥兰多魔术             | 哈基姆·奥拉朱旺*（9）[c]  | 休斯敦火箭       |
| 1994-95 | 约翰·斯托克顿*（8）               | 犹他爵士               | 加里·佩顿*（2）                  | 西雅图超音速           | 雷吉·米勒*                | 印第安纳步行者   |
| 1994-95 | 安芬尼·哈达威                     | 奥兰多魔术             | 米奇·里奇蒙德*（2）              | 萨克拉门托国王         | 克莱德·德雷克斯勒*（5）   | 休斯敦火箭       |
| 1995-96 | 斯科蒂·皮蓬*（5）                 | 芝加哥公牛             | 肖恩·坎普（3）                   | 西雅图超音速           | 查尔斯·巴克利*（11）      | 菲尼克斯太阳     |
| 1995-96 | 卡尔·马龙*（9）                   | 犹他爵士               | 格兰特·希尔*                     | 底特律活塞             | 朱万·霍华德               | 华盛顿子弹       |
| 1995-96 | 大卫·罗宾逊*（7）                 | 圣安东尼奥马刺         | 哈基姆·奥拉朱旺*（10）[c]        | 休斯敦火箭             | 沙奎尔·奥尼尔*（3）       | 奥兰多魔术       |
| 1995-96 | 迈克尔·乔丹*‡（9）                | 芝加哥公牛             | 加里·佩顿*（3）                  | 西雅图超音速           | 米奇·里奇蒙德*（3）       | 萨克拉门托国王   |
| 1995-96 | 安芬尼·哈达威（2）                | 奥兰多魔术             | 约翰·斯托克顿*（9）              | 犹他爵士               | 雷吉·米勒*（2）           | 印第安纳步行者   |
| 1996-97 | 卡尔·马龙*‡（10）                 | 犹他爵士               | 斯科蒂·皮蓬*（6）                | 芝加哥公牛             | 安东尼·梅森               | 夏洛特黄蜂       |
| 1996-97 | 格兰特·希尔*（2）                 | 底特律活塞             | 格伦·莱斯                        | 夏洛特黄蜂             | 维恩·贝克                 | 密尔沃基雄鹿     |
| 1996-97 | 哈基姆·奥拉朱旺*（11）[c]         | 休斯敦火箭             | 帕特里克·尤因*（7）              | 纽约尼克斯             | 沙奎尔·奥尼尔* （4）      | 洛杉矶湖人       |
| 1996-97 | 迈克尔·乔丹*（10）                | 芝加哥公牛             | 加里·佩顿* （4）                 | 西雅图超音速           | 约翰·斯托克顿*（10）      | 犹他爵士         |
| 1996-97 | 蒂姆·哈达威*（3）                 | 迈阿密热               | 米奇·里奇蒙德* （4）             | 萨克拉门托国王         | 安芬尼·哈达威（3）        | 奥兰多魔术       |
| 1997-98 | 卡尔·马龙*（11）                  | 犹他爵士               | 格兰特·希尔*（3）                | 底特律活塞             | 斯科蒂·皮蓬*（7）         | 芝加哥公牛       |
| 1997-98 | 蒂姆·邓肯*                        | 圣安东尼奥马刺         | 维恩·贝克（2）                   | 西雅图超音速           | 格伦·莱斯（2）            | 夏洛特黄蜂       |
| 1997-98 | 沙奎尔·奥尼尔*（5）               | 洛杉矶湖人             | 大卫·罗宾逊*（8）                | 圣安东尼奥马刺         | 迪肯贝·穆托姆博*          | 亚特兰大鹰       |
| 1997-98 | 迈克尔·乔丹*‡（11）               | 芝加哥公牛             | 蒂姆·哈达威* （4）               | 迈阿密热               | 米奇·里奇蒙德*（5）       | 萨克拉门托国王   |
| 1997-98 | 加里·佩顿*（5）                   | 西雅图超音速           | 罗德·斯特里克兰                  | 华盛顿子弹             | 雷吉·米勒*（3）           | 印第安纳步行者   |
| 1998-99 | 卡尔·马龙*‡（12）                 | 犹他爵士               | 克里斯·韦伯*                     | 萨克拉门托国王         | 凯文·加内特*              | 明尼苏达森林狼   |
| 1998-99 | 蒂姆·邓肯*（2）                   | 圣安东尼奥马刺         | 格兰特·希尔* （4）               | 底特律活塞             | 安东尼奥·麦克戴斯         | 丹佛掘金         |
| 1998-99 | 阿朗佐·莫宁*                      | 迈阿密热               | 沙奎尔·奥尼尔*（6）              | 洛杉矶湖人             | 哈基姆·奥拉朱旺*（12）[c] | 休斯敦火箭       |
| 1998-99 | 阿伦·艾弗森*                      | 费城76人               | 加里·佩顿*（6）                  | 西雅图超音速           | 科比·布莱恩特*            | 洛杉矶湖人       |
| 1998-99 | 贾森·基德*                        | 菲尼克斯太阳           | 蒂姆·哈达威*（5）                | 迈阿密热               | 约翰·斯托克顿*（11）      | 犹他爵士         |
| 1999-00 | 蒂姆·邓肯*（3）                   | 圣安东尼奥马刺         | 卡尔·马龙*（13）                 | 犹他爵士               | 克里斯·韦伯*（2）         | 萨克拉门托国王   |
| 1999-00 | 凯文·加内特*（2）                 | 明尼苏达森林狼         | 格兰特·希尔*（5）                | 底特律活塞             | 文斯·卡特*                | 多伦多猛龙       |
| 1999-00 | 沙奎尔·奥尼尔*‡（7）              | 洛杉矶湖人             | 阿朗佐·莫宁*（2）                | 迈阿密热               | 大卫·罗宾逊*（9）         | 圣安东尼奥马刺   |
| 1999-00 | 贾森·基德*（2）                   | 菲尼克斯太阳           | 阿伦·艾弗森*（2）                | 费城76人               | 埃迪·琼斯                 | 夏洛特黄蜂       |
| 1999-00 | 加里·佩顿*（7）                   | 西雅图超音速           | 科比·布莱恩特*（2）              | 洛杉矶湖人             | 斯蒂芬·马布里             | 新泽西网         |
| 2000-01 | 蒂姆·邓肯* （4）                  | 圣安东尼奥马刺         | 凯文·加内特*（3）                | 明尼苏达森林狼         | 卡尔·马龙*（14）          | 犹他爵士         |
| 2000-01 | 克里斯·韦伯*（3）                 | 萨克拉门托国王         | 文斯·卡特*（2）                  | 多伦多猛龙             | 德克·诺维斯基*            | 达拉斯小牛       |
| 2000-01 | 沙奎尔·奥尼尔*（8）               | 洛杉矶湖人             | 迪肯贝·穆托姆博*（2）            | 费城76人               | 大卫·罗宾逊*（10）        | 圣安东尼奥马刺   |
| 2000-01 | 阿伦·艾弗森*‡（3）                | 费城76人               | 科比·布莱恩特*（3）              | 洛杉矶湖人             | 加里·佩顿*（8）           | 西雅图超音速     |
| 2000-01 | 贾森·基德*（3）                   | 菲尼克斯太阳           | 特雷西·麦克格雷迪*               | 奥兰多魔术             | 雷·阿伦*                  | 密尔沃基雄鹿     |
| 2001-02 | 蒂姆·邓肯*‡（5）                  | 圣安东尼奥马刺         | 凯文·加内特* （4）               | 明尼苏达森林狼         | 本·华莱士*                | 底特律活塞       |
| 2001-02 | 特雷西·麦克格雷迪*（2）           | 奥兰多魔术             | 克里斯·韦伯* （4）               | 萨克拉门托国王         | 杰梅因·奥尼尔             | 印第安纳步行者   |
| 2001-02 | 沙奎尔·奥尼尔*（9）               | 洛杉矶湖人             | 德克·诺维斯基*（2）              | 达拉斯小牛             | 迪肯贝·穆托姆博*（3）     | 费城76人         |
| 2001-02 | 贾森·基德* （4）                  | 新泽西网               | 加里·佩顿*（9）                  | 西雅图超音速           | 保罗·皮尔斯*              | 波士顿凯尔特人   |
| 2001-02 | 科比·布莱恩特* （4）              | 洛杉矶湖人             | 阿伦·艾弗森* （4）               | 费城76人               | 史蒂夫·纳什*              | 达拉斯小牛       |
| 2002-03 | 蒂姆·邓肯*‡（6）                  | 圣安东尼奥马刺         | 德克·诺维斯基*（3）              | 达拉斯小牛             | 保罗·皮尔斯*（2）         | 波士顿凯尔特人   |
| 2002-03 | 凯文·加内特*（5）                 | 明尼苏达森林狼         | 克里斯·韦伯*（5）                | 萨克拉门托国王         | 贾马尔·马什本             | 新奥尔良黄蜂     |
| 2002-03 | 沙奎尔·奥尼尔*（10）              | 洛杉矶湖人             | 本·华莱士*（2）                  | 底特律活塞             | 杰梅因·奥尼尔（2）        | 印第安纳步行者   |
| 2002-03 | 科比·布莱恩特*（5）               | 洛杉矶湖人             | 贾森·基德*（5）                  | 新泽西网               | 斯蒂芬·马布里（2）        | 菲尼克斯太阳     |
| 2002-03 | 特雷西·麦克格雷迪*（3）           | 奥兰多魔术             | 阿伦·艾弗森*（5）                | 费城76人               | 史蒂夫·纳什*（2）         | 达拉斯小牛       |
| 2003-04 | 凯文·加内特*‡（6）                | 明尼苏达森林狼         | 杰梅因·奥尼尔（3）               | 印第安纳步行者         | 德克·诺维斯基* （4）      | 达拉斯小牛       |
| 2003-04 | 蒂姆·邓肯*（7）                   | 圣安东尼奥马刺         | 佩贾·斯托亚科维奇                | 萨克拉门托国王         | 罗恩·阿泰斯特[d]          | 印第安纳步行者   |
| 2003-04 | 沙奎尔·奥尼尔*（11）              | 洛杉矶湖人             | 本·华莱士*（3）                  | 底特律活塞             | 姚明*                     | 休斯敦火箭       |
| 2003-04 | 科比·布莱恩特*（6）               | 洛杉矶湖人             | 萨姆·卡塞尔                      | 明尼苏达森林狼         | 迈克尔·里德               | 密尔沃基雄鹿     |
| 2003-04 | 贾森·基德*（6）                   | 新泽西网               | 特雷西·麦克格雷迪* （4）         | 奥兰多魔术             | 巴郎·戴维斯               | 新奥尔良黄蜂     |
| 2004-05 | 蒂姆·邓肯*（8）                   | 圣安东尼奥马刺         | 勒布朗·詹姆斯^                   | 克利夫兰骑士           | 特雷西·麦克格雷迪*（5）   | 休斯敦火箭       |
| 2004-05 | 德克·诺维斯基*（5）               | 达拉斯小牛             | 凯文·加内特*（7）                | 明尼苏达森林狼         | 肖恩·马里昂               | 菲尼克斯太阳     |
| 2004-05 | 沙奎尔·奥尼尔*（12）              | 迈阿密热               | 阿马雷·斯塔德迈尔[d]             | 菲尼克斯太阳           | 本·华莱士* （4）          | 底特律活塞       |
| 2004-05 | 阿伦·艾弗森*（6）                 | 费城76人               | 德韦恩·韦德*                     | 迈阿密热               | 科比·布莱恩特*（7）       | 洛杉矶湖人       |
| 2004-05 | 史蒂夫·纳什*‡（3）                | 菲尼克斯太阳           | 雷·阿伦*（2）                    | 西雅图超音速           | 吉尔伯特·阿里纳斯         | 华盛顿奇才       |
| 2005-06 | 勒布朗·詹姆斯^（2）               | 克利夫兰骑士           | 埃尔顿·布兰德                    | 洛杉矶快船             | 肖恩·马里昂（2）          | 菲尼克斯太阳     |
| 2005-06 | 德克·诺维斯基*（6）               | 达拉斯小牛             | 蒂姆·邓肯*（9）                  | 圣安东尼奥马刺         | 卡梅洛·安东尼             | 丹佛掘金         |
| 2005-06 | 沙奎尔·奥尼尔*（13）              | 迈阿密热               | 本·华莱士*（5）                  | 底特律活塞             | 姚明*（2）                | 休斯敦火箭       |
| 2005-06 | 科比·布莱恩特*（8）               | 洛杉矶湖人             | 昌西·比卢普斯*                   | 底特律活塞             | 阿伦·艾弗森*（7）         | 费城76人         |
| 2005-06 | 史蒂夫·纳什*‡ （4）               | 菲尼克斯太阳           | 德韦恩·韦德*（2）                | 迈阿密热火             | 吉尔伯特·阿里纳斯（2）    | 华盛顿奇才       |
| 2006-07 | 德克·诺维斯基*‡（7）              | 达拉斯小牛             | 勒布朗·詹姆斯^（3）              | 克利夫兰骑士           | 凯文·加内特*（8）         | 明尼苏达森林狼   |
| 2006-07 | 蒂姆·邓肯*（10）                  | 圣安东尼奥马刺         | 克里斯·波什*                     | 多伦多猛龙             | 卡梅洛·安东尼（2）        | 丹佛掘金         |
| 2006-07 | 阿马雷·斯塔德迈尔（2）[d]         | 菲尼克斯太阳           | 姚明*（3）                       | 休斯敦火箭             | 德怀特·霍华德             | 奥兰多魔术       |
| 2006-07 | 史蒂夫·纳什*（5）                 | 菲尼克斯太阳           | 吉尔伯特·阿里纳斯（3）           | 华盛顿奇才             | 德韦恩·韦德*（3）         | 迈阿密热         |
| 2006-07 | 科比·布莱恩特*（9）               | 洛杉矶湖人             | 特雷西·麦克格雷迪*（6）          | 休斯敦火箭             | 昌西·比卢普斯*（2）       | 底特律活塞       |
| 2007-08 | 凯文·加内特*（9）                 | 波士顿凯尔特人         | 德克·诺维斯基*（8）              | 达拉斯小牛             | 卡洛斯·布泽尔             | 犹他爵士         |
| 2007-08 | 勒布朗·詹姆斯^ （4）              | 克利夫兰骑士           | 蒂姆·邓肯*（11）                 | 圣安东尼奥马刺         | 保罗·皮尔斯*（3）         | 波士顿凯尔特人   |
| 2007-08 | 德怀特·霍华德（2）                | 奥兰多魔术             | 阿马雷·斯塔德迈尔（3）[d]        | 菲尼克斯太阳           | 姚明* （4）               | 休斯敦火箭       |
| 2007-08 | 科比·布莱恩特*‡（10）             | 洛杉矶湖人             | 史蒂夫·纳什*（6）                | 菲尼克斯太阳           | 特雷西·麦克格雷迪*（7）   | 休斯敦火箭       |
| 2007-08 | 克里斯·保罗^                      | 新奥尔良黄蜂           | 德隆·威廉姆斯                    | 犹他爵士               | 马努·吉诺比利*            | 圣安东尼奥马刺   |
| 2008-09 | 德克·诺维斯基*（9）               | 达拉斯小牛             | 保罗·皮尔斯* （4）               | 波士顿凯尔特人         | 保罗·加索尔*              | 洛杉矶湖人       |
| 2008-09 | 勒布朗·詹姆斯^‡（5）              | 克利夫兰骑士           | 蒂姆·邓肯*（12）                 | 圣安东尼奥马刺         | 卡梅洛·安东尼（3）        | 丹佛掘金         |
| 2008-09 | 德怀特·霍华德（3）                | 奥兰多魔术             | 姚明*（5）                       | 休斯敦火箭             | 沙奎尔·奥尼尔*（14）      | 菲尼克斯太阳     |
| 2008-09 | 科比·布莱恩特*（11）              | 洛杉矶湖人             | 布兰登·罗伊                      | 波特兰开拓者           | 昌西·比卢普斯*（3）       | 丹佛掘金         |
| 2008-09 | 德韦恩·韦德* （4）                | 迈阿密热火             | 克里斯·保罗^（2）                | 新奥尔良黄蜂           | 托尼·帕克*                | 圣安东尼奥马刺   |
| 2009-10 | 凱文·杜蘭特^                      | 俄克拉何马城雷霆       | 卡梅罗·安东尼 （4）              | 丹佛掘金               | 保罗·加索尔*（2）         | 洛杉矶湖人       |
| 2009-10 | 勒布朗·詹姆斯^‡（6）              | 克利夫兰骑士           | 德克·諾維茨基*（10）             | 達拉斯小牛             | 蒂姆·鄧肯*（13）          | 圣安东尼奥马刺   |
| 2009-10 | 德怀特·霍华德 （4）               | 奥兰多魔术             | 阿瑪雷·斯塔德邁爾 （4）          | 菲尼克斯太阳           | 安德魯·博古特             | 密爾瓦基公鹿     |
| 2009-10 | 科比·布莱恩特*（12）              | 洛杉矶湖人             | 德隆·威廉姆斯（2）               | 猶他爵士               | 喬·约翰逊                 | 亞特蘭大老鷹     |
| 2009-10 | 德韦恩·韦德*（5）                 | 迈阿密热火             | 史蒂夫·纳什*（7）                | 菲尼克斯太阳           | 布蘭登·羅伊（2）          | 波特蘭拓荒者     |
| 2010-11 | 凱文·杜蘭特^（2）                 | 俄克拉何马城雷霆       | 保罗·加索尔* （3）               | 洛杉矶湖人             | 拉马库斯·阿尔德里奇       | 波特蘭拓荒者     |
| 2010-11 | 勒布朗·詹姆斯^（7）               | 迈阿密热火             | 德克·諾威斯基*（11）             | 達拉斯小牛             | 扎克·蘭多夫               | 曼斐斯灰熊       |
| 2010-11 | 德怀特·霍华德（5）                | 奥兰多魔术             | 阿瑪雷·斯塔德邁爾（5）           | 紐約尼克               | 艾爾·霍福德^              | 亞特蘭大老鷹     |
| 2010-11 | 科比·布莱恩特*（13）              | 洛杉矶湖人             | 德韦恩·韦德*（6）                | 迈阿密热火             | 馬努·吉諾比利*（2）       | 聖安東尼奧馬刺   |
| 2010-11 | 德瑞克·羅斯‡                      | 芝加哥公牛             | 羅素·衛斯特布魯克^               | 俄克拉何马城雷霆       | 克里斯·保羅^（3）         | 紐奧良黃蜂       |
| 2011-12 | 凱文·杜蘭特^（3）                 | 俄克拉何马城雷霆       | 布雷克·葛里芬                    | 洛杉矶快船             | 德克·諾威斯基*（12）      | 達拉斯小牛       |
| 2011-12 | 勒布朗·詹姆斯^‡（8）              | 迈阿密热火             | 凯文·洛夫^                       | 明尼蘇達森林狼         | 卡梅洛·安东尼（5）        | 紐約尼克         |
| 2011-12 | 德怀特·霍华德（6）                | 奥兰多魔术             | 安德魯·拜納姆                    | 洛杉矶湖人             | 泰森·錢德勒               | 紐約尼克         |
| 2011-12 | 科比·布莱恩特*（14）              | 洛杉矶湖人             | 東尼·帕克*（2）                  | 聖安東尼奧馬刺         | 德韦恩·韦德*（7）         | 迈阿密热火       |
| 2011-12 | 克里斯·保羅^ （4）                | 洛杉矶快船             | 羅素·衛斯特布魯克^（2）          | 俄克拉何马城雷霆       | 拉簡·朗多                 | 波士顿凯尔特人   |
| 2012-13 | 凱文·杜蘭特^ （4）                | 俄克拉何马城雷霆       | 布雷克·葛里芬（2）               | 洛杉矶快船             | 大衛·李                   | 金州勇士         |
| 2012-13 | 勒布朗·詹姆斯^‡（9）              | 迈阿密热火             | 卡梅罗·安东尼（6）               | 紐約尼克               | 保羅·喬治^                | 印第安那溜馬     |
| 2012-13 | 蒂姆·鄧肯*（14）                  | 圣安东尼奥马刺         | 馬克·蓋索                        | 孟菲斯灰熊             | 德怀特·霍华德（7）        | 洛杉矶湖人       |
| 2012-13 | 科比·布莱恩特*（15）              | 洛杉矶湖人             | 東尼·帕克*（3）                  | 聖安東尼奧馬刺         | 德韦恩·韦德*（8）         | 迈阿密热火       |
| 2012-13 | 克里斯·保羅^（5）                 | 洛杉矶快船             | 羅素·衛斯特布魯克^ （3）         | 俄克拉何马城雷霆       | 詹姆斯·哈登^              | 休斯敦火箭       |
| 2013-14 | 凯文·杜兰特^‡（5）                | 俄克拉何马城雷霆       | 布雷克·葛里芬（3）               | 洛杉矶快船             | 拉马库斯·阿尔德里奇（2）  | 波特兰开拓者     |
| 2013-14 | 勒布朗·詹姆斯^（10）              | 迈阿密热火             | 凯文·洛夫^（2）                  | 明尼苏达森林狼         | 保罗·乔治^（2）           | 印第安纳步行者   |
| 2013-14 | 乔金·诺阿                         | 芝加哥公牛             | 德怀特·霍华德（8）               | 休斯顿火箭             | 艾尔·杰弗森               | 夏洛特山猫       |
| 2013-14 | 詹姆斯·哈登^（2）                 | 休斯顿火箭             | 斯蒂芬·库里^                     | 金州勇士               | 戈倫·卓吉奇               | 菲尼克斯太阳     |
| 2013-14 | 克里斯·保罗^（6）                 | 洛杉矶快船             | 東尼·帕克* （4）                 | 圣安东尼奥马刺         | 达米恩·李拉德^            | 波特兰开拓者     |
| 2014-15 | 斯蒂芬·库里^‡（2）                | 金州勇士               | 克里斯·保罗^（7）                | 洛杉矶快船             | 凯里·厄文^                | 克里夫兰骑士     |
| 2014-15 | 勒布朗·詹姆斯^（11）              | 克里夫兰骑士           | 拉马库斯·阿尔德里奇（3）         | 波特兰开拓者           | 布雷克·葛里芬 （4）       | 洛杉矶快船       |
| 2014-15 | 马克·蓋索 (2)                     | 孟菲斯灰熊             | 德马库斯·考辛斯                  | 萨克拉门托国王         | 德安德鲁·乔丹^            | 洛杉矶快船       |
| 2014-15 | 詹姆斯·哈登^（3）                 | 休斯顿火箭             | 羅素·衛斯特布魯克^（4）          | 俄克拉何马城雷霆       | 克雷·汤普森^              | 金州勇士         |
| 2014-15 | 安东尼·戴维斯^                    | 新奥尔良鹈鹕           | 保罗·蓋索* （4）                 | 芝加哥公牛             | 蒂姆·邓肯*（15）          | 圣安东尼奥马刺   |
| 2015-16 | 史蒂芬·柯瑞^‡（3）                | 金州勇士               | 克里斯·保罗^（8）                | 洛杉矶快船             | 凯爾·洛瑞^                | 多倫多暴龍       |
| 2015-16 | 科懷·雷納德^                      | 圣安东尼奥马刺         | 凯文·杜兰特^（6）                | 俄克拉何马城雷霆       | 保罗·乔治^（3）           | 印第安纳步行者   |
| 2015-16 | 德安德魯·喬丹^（2）               | 洛杉矶快船             | 德马库斯·考辛斯（2）             | 萨克拉门托国王         | 安德烈·卓蒙德^            | 底特律活塞       |
| 2015-16 | 羅素·衛斯特布魯克^（5）           | 俄克拉何马城雷霆       | 達米安·里拉德^（2）              | 波特兰开拓者           | 克雷·汤普森^（2）         | 金州勇士         |
| 2015-16 | 勒布朗·詹姆斯^（12）              | 克里夫兰骑士           | 卓雷蒙·格林^                     | 金州勇士               | 拉玛库斯·阿尔德里奇（4）  | 圣安东尼奥马刺   |
| 2016-17 | 詹姆斯·哈登^（4）                 | 休士頓火箭             | 史蒂芬·柯瑞^（4）                | 金州勇士               | 吉米·巴特勒^              | 芝加哥公牛       |
| 2016-17 | 羅素·衛斯特布魯克^‡（6）          | 俄克拉何马城雷霆       | 以赛亚·托马斯                    | 波士顿塞爾提克         | 德玛尔·德罗赞^            | 多倫多暴龍       |
| 2016-17 | 勒布朗·詹姆斯^（13）              | 克里夫兰骑士           | 凯文·杜兰特^（7）                | 金州勇士               | 約翰·沃爾                 | 華盛頓巫師       |
| 2016-17 | 科懷·雷納德^（2）                 | 圣安东尼奥马刺         | 揚尼斯·安戴托昆波^               | 密爾瓦基公鹿           | 卓雷蒙·格林^（2）         | 金州勇士         |
| 2016-17 | 安東尼·戴維斯^（2）               | 紐澳良鵜鶘             | 鲁迪·戈贝尔^                     | 猶他爵士               | 德安德魯·喬丹^（3）       | 洛杉矶快艇       |
| 2017-18 | 詹姆斯·哈登^‡（5）                | 休士頓火箭             | 德玛尔·德罗赞^（2）              | 多倫多暴龍             | 史蒂芬·柯瑞^（5）         | 金州勇士         |
| 2017-18 | 達米安·里拉德^（3）               | 波特蘭拓荒者           | 羅素·衛斯特布魯克^（7）          | 俄克拉何马城雷霆       | 维克多·歐拉迪波           | 印第安納溜馬     |
| 2017-18 | 勒布朗·詹姆斯^（14）              | 克里夫兰骑士           | 揚尼斯·安戴托昆波^（2）          | 密爾瓦基公鹿           | 吉米·巴特勒^（2）         | 明尼蘇達森林狼   |
| 2017-18 | 凯文·杜兰特^（8）                 | 金州勇士               | 拉马库斯·阿尔德里奇（5）         | 聖安東尼奧馬刺         | 保羅·喬治^（4）           | 俄克拉何马城雷霆 |
| 2017-18 | 安东尼·戴维斯^（3）               | 新奥尔良鹈鹕           | 喬爾·恩比德^                     | 費城76人               | 卡爾-安東尼·唐斯^         | 明尼蘇達森林狼   |
| 2018-19 | 詹姆斯·哈登^（6）                 | 休士頓火箭             | 達米安·里拉德^（4）              | 波特蘭拓荒者           | 羅素·衛斯特布魯克^（8）   | 俄克拉何马城雷霆 |
| 2018-19 | 史蒂芬·柯瑞^（6）                 | 金州勇士               | 凯里·厄文^（2）                  | 波士顿塞爾提克         | 肯巴·沃克                 | 夏洛特黃蜂       |
| 2018-19 | 揚尼斯·安戴托昆波^ ‡（3）         | 密爾瓦基公鹿           | 凯文·杜兰特^（9）                | 金州勇士               | 布雷克·葛里芬（5）        | 底特律活塞       |
| 2018-19 | 保羅·喬治^（5）                   | 俄克拉何马城雷霆       | 科懷·雷納德^（3）                | 多倫多暴龍             | 勒布朗·詹姆斯^（15）      | 洛杉矶湖人       |
| 2018-19 | 尼古拉·約基奇^                    | 丹佛掘金               | 喬爾·恩比德^（2）                | 費城76人               | 鲁迪·戈贝尔^（2）         | 猶他爵士         |
| 2019-20 | 勒布朗·詹姆斯^（16）              | 洛杉矶湖人             | 科懷·雷納德^（4）                | 洛杉磯快艇             | 吉米·巴特勒^（3）         | 邁阿密熱火       |
| 2019-20 | 揚尼斯·安戴托昆波^ ‡（4）         | 密爾瓦基公鹿           | 帕斯卡·席亞康^                   | 多倫多暴龍             | 傑森·塔圖姆^              | 波士顿塞爾提克   |
| 2019-20 | 安東尼·戴維斯^（4）               | 洛杉矶湖人             | 尼古拉·約基奇^（2）              | 丹佛金塊               | 鲁迪·戈贝尔^（3）         | 猶他爵士         |
| 2019-20 | 詹姆士·哈登^（7）                 | 休士頓火箭             | 達米安·里拉德^（5）              | 波特蘭拓荒者           | 班·西蒙斯^                | 費城76人         |
| 2019-20 | 盧卡·唐西奇^                      | 達拉斯獨行俠           | 克里斯·保羅^（9）                | 俄克拉何马城雷霆       | 羅素·衛斯特布魯克^（9）   | 休士頓火箭       |
| 2020-21 | 揚尼斯·安戴托昆波^（5）           | 密爾瓦基公鹿           | 達米安·里拉德^（6）              | 波特蘭拓荒者           | 鲁迪·戈贝尔^（4）         | 猶他爵士         |
| 2020-21 | 尼古拉·约基奇^‡（3）              | 丹佛掘金               | 乔尔·恩比德^（3）                | 费城76人               | 吉米·巴特勒^（4）         | 邁阿密熱火       |
| 2020-21 | 史蒂芬·柯瑞^（7）                 | 金州勇士               | 克里斯·保羅^（10）               | 菲尼克斯太阳           | 保羅·喬治^（6）           | 洛杉磯快艇       |
| 2020-21 | 盧卡·唐西奇^（2）                 | 達拉斯獨行俠           | 朱利葉斯·蘭德爾^                 | 紐約尼克               | 布拉德利·比尔^            | 华盛顿奇才       |
| 2020-21 | 科懷·雷納德^（5）                 | 洛杉磯快艇             | 勒布朗·詹姆斯^（17）             | 洛杉矶湖人             | 凯里·厄文^（3）           | 布鲁克林篮网     |
| 2021-22 | 盧卡·唐西奇^（3）                 | 達拉斯獨行俠           | 史蒂芬·柯瑞^（8）                | 金州勇士               | 克里斯·保羅^（11）        | 鳳凰城太陽       |
| 2021-22 | 德文·布克^                        | 鳳凰城太陽             | 賈·莫蘭特^                       | 曼菲斯灰熊             | 崔·楊^                    | 亞特蘭大老鷹     |
| 2021-22 | 傑森·塔圖姆^（2）                 | 波士頓賽爾提克         | 德瑪爾·德羅贊^（3）              | 芝加哥公牛             | 雷霸龍·詹姆斯^（18）      | 洛杉磯湖人       |
| 2021-22 | 揚尼斯·安戴托昆波^（6）           | 密爾瓦基公鹿           | 凱文·杜蘭特^（10）               | 布魯克林籃網           | 帕斯卡·席亞康^（2）       | 多倫多暴龍       |
| 2021-22 | 尼古拉·约基奇^‡（4）              | 丹佛金塊               | 喬爾·恩比德^（4）                | 費城76人               | 卡爾-安東尼·唐斯^（2）    | 明尼蘇達灰狼     |
| 2022-23 | 揚尼斯·安戴托昆波^（7）           | 密爾瓦基公鹿           | 吉米·巴特勒^（5）                | 邁阿密熱火             | 雷霸龍·詹姆斯^（19）      | 洛杉磯湖人       |
| 2022-23 | 傑森·塔圖姆^（3）                 | 波士頓賽爾提克         | 杰倫·布朗^                       | 波士頓賽爾提克         | 朱利葉斯·蘭德爾^（2）     | 紐約尼克         |
| 2022-23 | 喬爾·恩比德^‡（5）                | 費城76人               | 尼古拉·约基奇^（5）              | 丹佛金塊               | 多曼塔斯·薩博尼斯^        | 沙加緬度國王     |
| 2022-23 | 盧卡·唐西奇^（4）                 | 達拉斯獨行俠           | 史蒂芬·柯瑞^（9）                | 金州勇士               | 德阿隆·福克斯^            | 沙加緬度國王     |
| 2022-23 | 謝伊·吉爾傑斯-亞歷山大^           | 奧克拉荷馬城雷霆       | 多諾萬·米切爾^                   | 克里夫蘭騎士           | 達米安·里拉德^（7）       | 波特蘭拓荒者     |
| 2023-24 | 謝伊·吉爾傑斯-亞歷山大^（2）      | 奧克拉荷馬城雷霆       | 杰倫·布朗森^                     | 紐約尼克               | 雷霸龍·詹姆斯^（20）      | 洛杉磯湖人       |
| 2023-24 | 尼古拉·约基奇^‡（6）              | 丹佛金塊               | 安東尼·愛德華茲^                 | 明尼蘇達灰狼           | 史蒂芬·柯瑞^（10）        | 金州勇士         |
| 2023-24 | 盧卡·唐西奇^（5）                 | 達拉斯獨行俠           | 凱文·杜蘭特^（11）               | 鳳凰城太陽             | 多曼塔斯·薩博尼斯^（2）   | 沙加緬度國王     |
| 2023-24 | 揚尼斯·安戴托昆波^（8）           | 密爾瓦基公鹿           | 科懷·雷納德^（6）                | 洛杉磯快艇             | 泰瑞澤·哈里伯頓^          | 印第安那溜馬     |
| 2023-24 | 傑森·塔圖姆^（4）                 | 波士頓賽爾提克         | 安東尼·戴維斯^（5）              | 洛杉磯湖人             | 德文·布克^（2）           | 鳳凰城太陽       |
| 2024-25 | 揚尼斯·安戴托昆波^（9）           | 密爾瓦基公鹿           | 安東尼·愛德華茲^（2）            | 明尼蘇達灰狼           | 凱德·康寧漢^              | 底特律活塞       |
| 2024-25 | 謝伊·吉爾傑斯-亞歷山大^‡（3）     | 奧克拉荷馬城雷霆       | 雷霸龍·詹姆斯^（21）             | 洛杉磯湖人             | 卡爾-安東尼·唐斯^（3）    | 紐約尼克         |
| 2024-25 | 尼古拉·约基奇^‡（7）              | 丹佛金塊               | 史蒂芬·柯瑞^（11）               | 金州勇士               | 泰瑞澤·哈里伯頓^（2）     | 印第安那溜馬     |
| 2024-25 | 傑森·塔圖姆^（5）                 | 波士頓賽爾提克         | 伊凡·莫布利^                     | 克里夫蘭騎士           | 傑倫·威廉斯^              | 奧克拉荷馬城雷霆 |
| 2024-25 | 多諾萬·米切爾^（2）               | 克里夫蘭騎士           | 杰倫·布朗森^（2）                | 紐約尼克               | 詹姆士·哈登^（8）         | 洛杉磯快艇       |